# Gerald Green
Gerald Green (8. dubna 1922 – 29. srpna 2006) byl americký spisovatel, žurnalista, producent a režisér.

## Životopis
Narodil se v Brooklynu jako Gerald Greenberg. Byl synem psychologa Dr. Samuela Greenberga.
Navštěvoval Columbia College, kde editoval humorný časopis Jester of Columbia, několikrát účinkoval v univerzitním jevištním představení Varsity Show a byl členem studentského literárního spolku Philolexian Society. Studia ukončil v roce 1942 a po odsloužení vojenské služby u americké armády v Evropě v průběhu II. světové války, kde byl také redaktorem armádních novin Stars and Stripes, se vrátil do New Yorku, kde navštěvoval Kolumbijskou novinářskou školu.
Napsal mnoho románů, nejznámější je The Last Angry Man, vydaný v roce 1956.Ten byl přepracován do stejnojmenného filmu, který byl nominován na Oscara ve dvou kategoriích, z nichž jedna byla Nejlepší mužský herecký výkon v hlavní roli (Paul Muni). Mezi jeho další romány patří His Majesty O'Keefe (napsaný ve spolupráci s Lawrence Klingmanem), který byl v roce 1954 přepracován na film, North West, Portofino PTA, To Brooklyn With Love, My Son the Jock, The Lotus Eaters a East and West. Jeho román z roku 1962 Portofino P.T.A . byl základem k muzikálu Something More! od by skladatele Sammyho Faina a textařů Marilyn a Alana Bergmanových.
Napsal scénář k seriálu Holocaust, který získal 8 cen Emmy. Později tento scénář upravil na stejnojmenný román. Další cenu Emmy získal za svůj scénář k filmu Wallenberg: A Hero's Story napsanému v roce 1985. Také působil jako textař, producent a scenárista pro NBC News. V roce 1952 spolu s Davem Garrowayem tvořil pro NBC pořad The Today Show.
Žil ve Stamfordu ve státě Connecticut 20 let, pak se přestěhoval do New Canaanu v Connecticutu. Jeho první manželka Marie zemřela na rakovinu. Měli tři děti: Nancy, Teda a Davida. V roce 1979 si vzal Marlene Eagle. Zemřel na zápal plic v Norwalku v srpnu 2006.

## Dílo

### Romány
- His Majesty O'Keefe (1950) (s Lawrencem Klingmanem)
- The Sword and the Sun (1953)
- The Last Angry Man (1956)
- The Lotus Eaters (1959)
- The Heartless Light (1962)
- The Portofino P.T.A (1962)
- The Legion of Noble Christians: Or, the Sweeney Survey (1966)
- To Brooklyn with Love (1967)
- Faking It: Or, the Wrong Hungarian (1971)
- Block Buster (1972)
- Tourist (1973)
- My Son the Jock (1975)
- Hostage Heart (1976)
- An American Prophet (1977)
- Holocaust (1978 od Transworld Publishers)
- Healers (1979)
- Girl (1979)
- The Chains (1980)
- Murfy's Men (1982)
- Karpov's Brain (1983)
- Not in Vain (1984)
- East and West (1986 a 1987 od Fawcett Publishing) - ISBN 0-449-21366-8 a ISBN 978-0-449-21366-7

### Scénáře
- Kent State: Four-hour Teleplay (1980)

### Ostatní
- The Stones of Zion: A Novelist's Journal in Israel (1971)
- Artists of Terezin (1978)